# 妙義荒船佐久高原国定公園
妙義荒船佐久高原国定公園（みょうぎあらふねさくこうげんこくていこうえん）は、群馬県（安中市・富岡市・下仁田町・南牧村・上野村）、長野県（軽井沢町・御代田町・佐久市）の県境に広がる全国39番目の国定公園。
指定されたのは、1969（昭和44）年4月10日。面積は、群馬県側8,063ha、長野県側5,060haの合わせて13,123ha。
この公園には、妙義山・八風山・荒船山・黒滝山などの山、内山峠・十石峠など数多くの峠を持ち、妙義山や内山峡に代表される奇岩・怪石の岩塊風景と、神津牧場・内山牧場などの高原牧場の風景が特徴となっている。
また、国定公園に指定されたことを受けて、地元自治体が制作した唄がある。
- 曲名：高原がよんでいる（作詞：鈴木比呂志・作曲：服部良一・唄：水原弘）
- 曲名：妙義荒船佐久高原音頭（作詞：鈴木比呂志・作曲：服部良一・唄：水原弘/小松みどり）

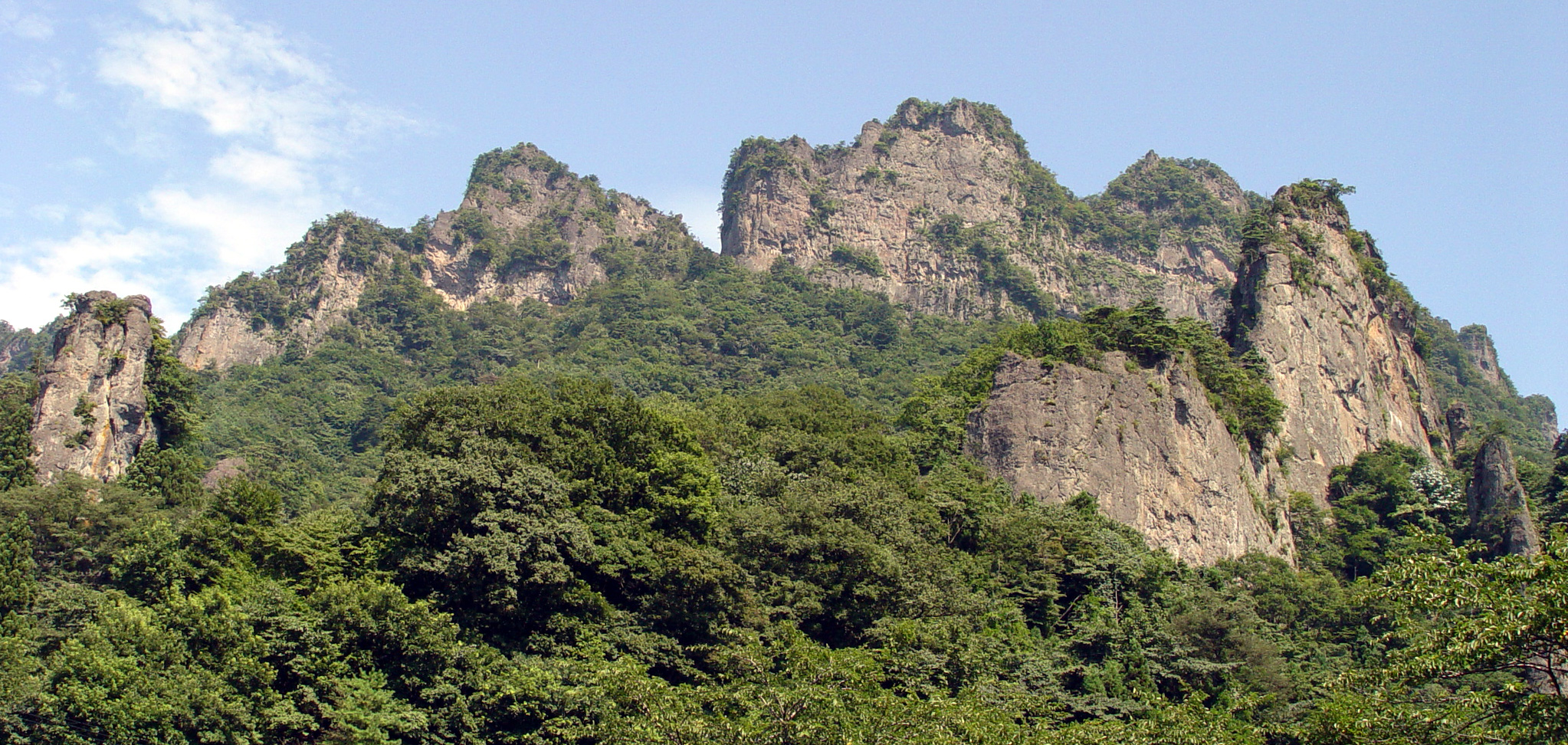
妙義山
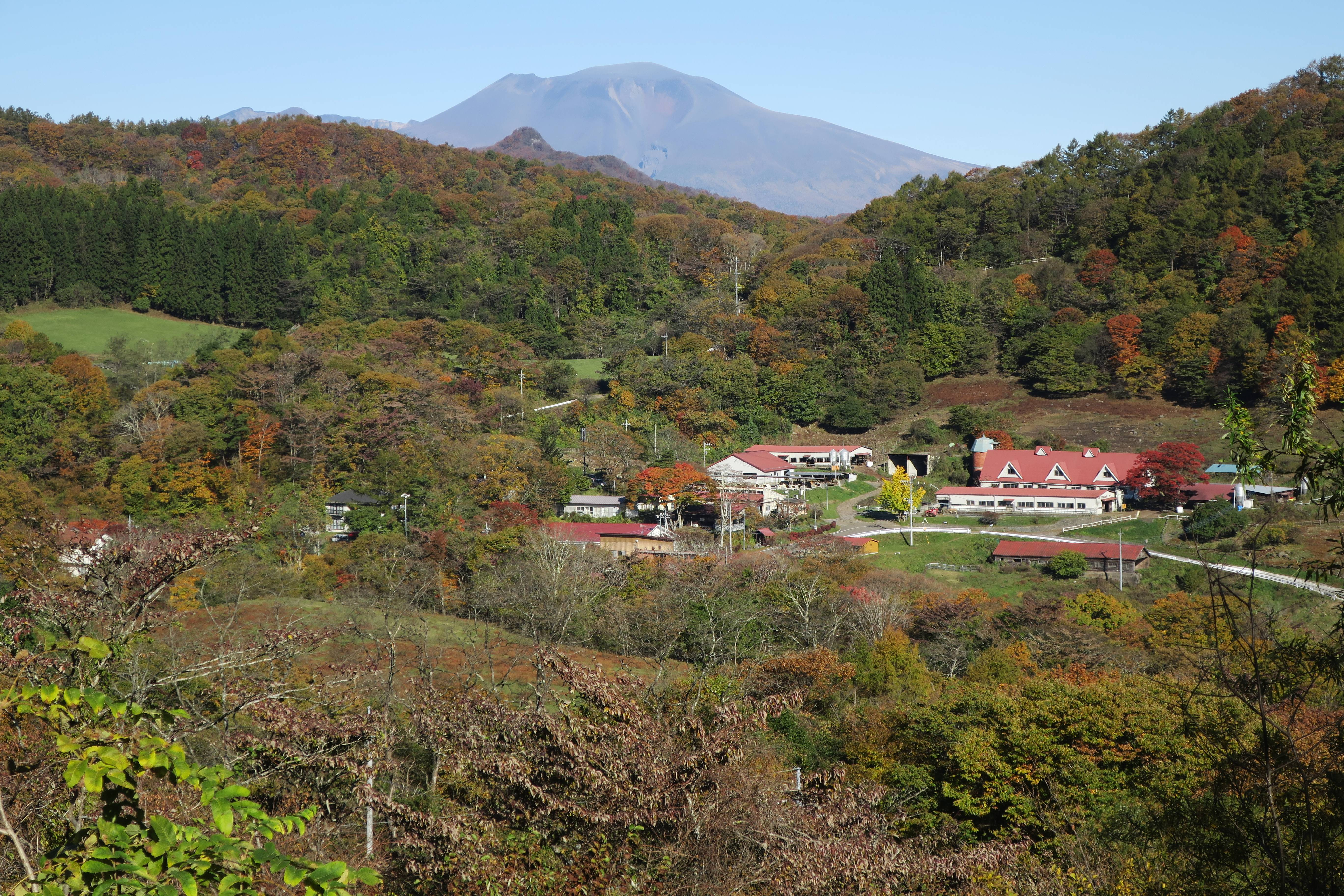
神津牧場
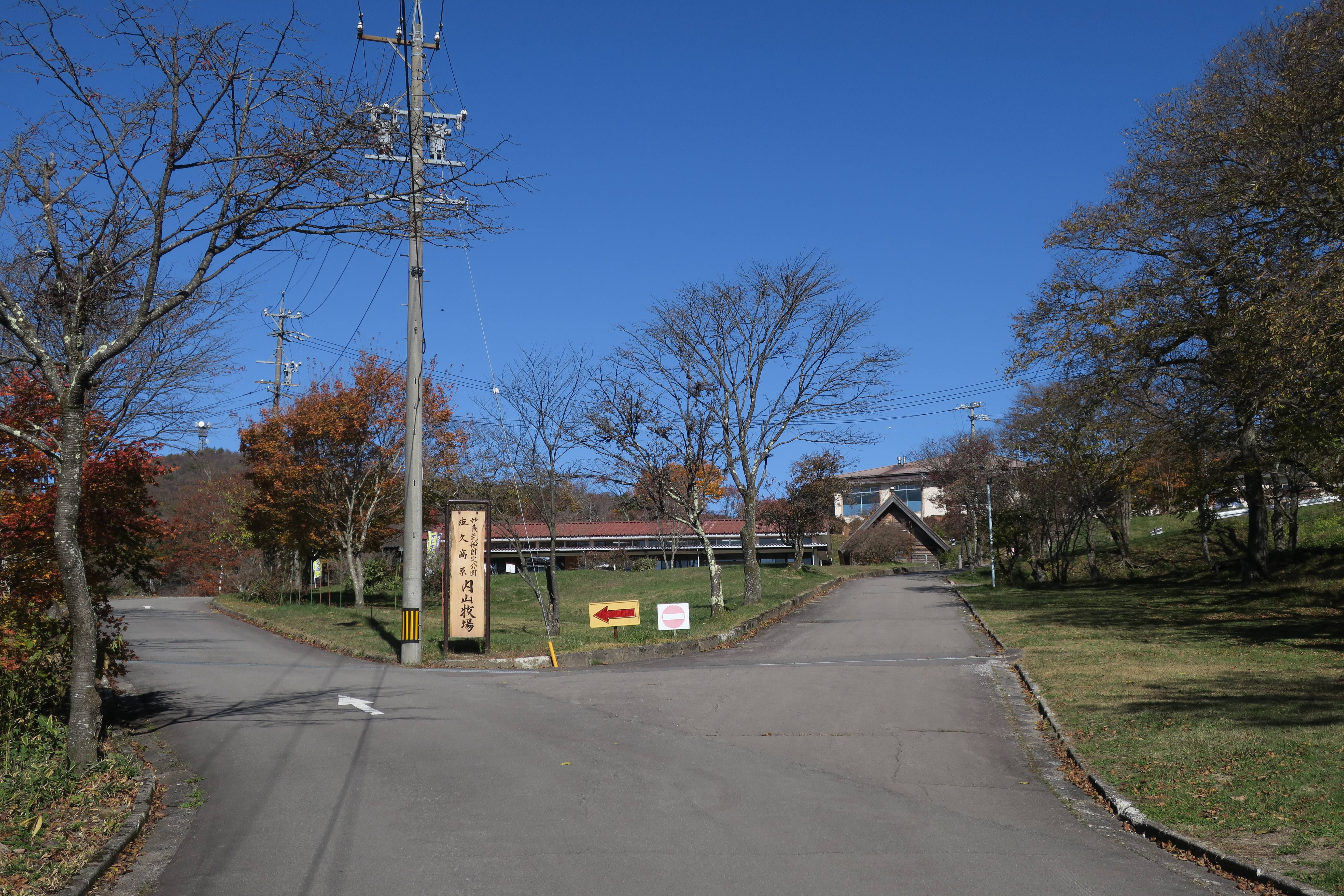
内山牧場
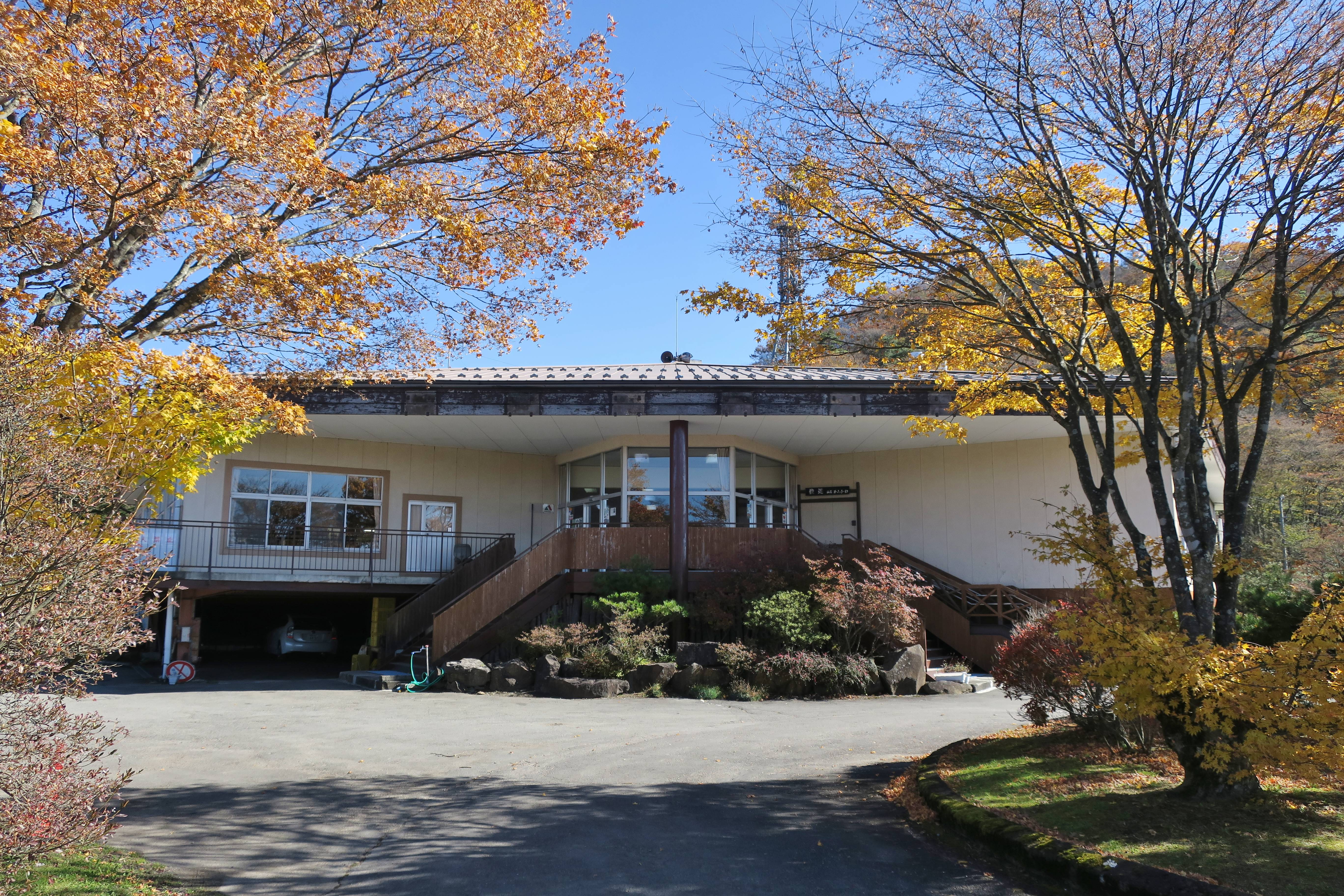
山荘あらふね
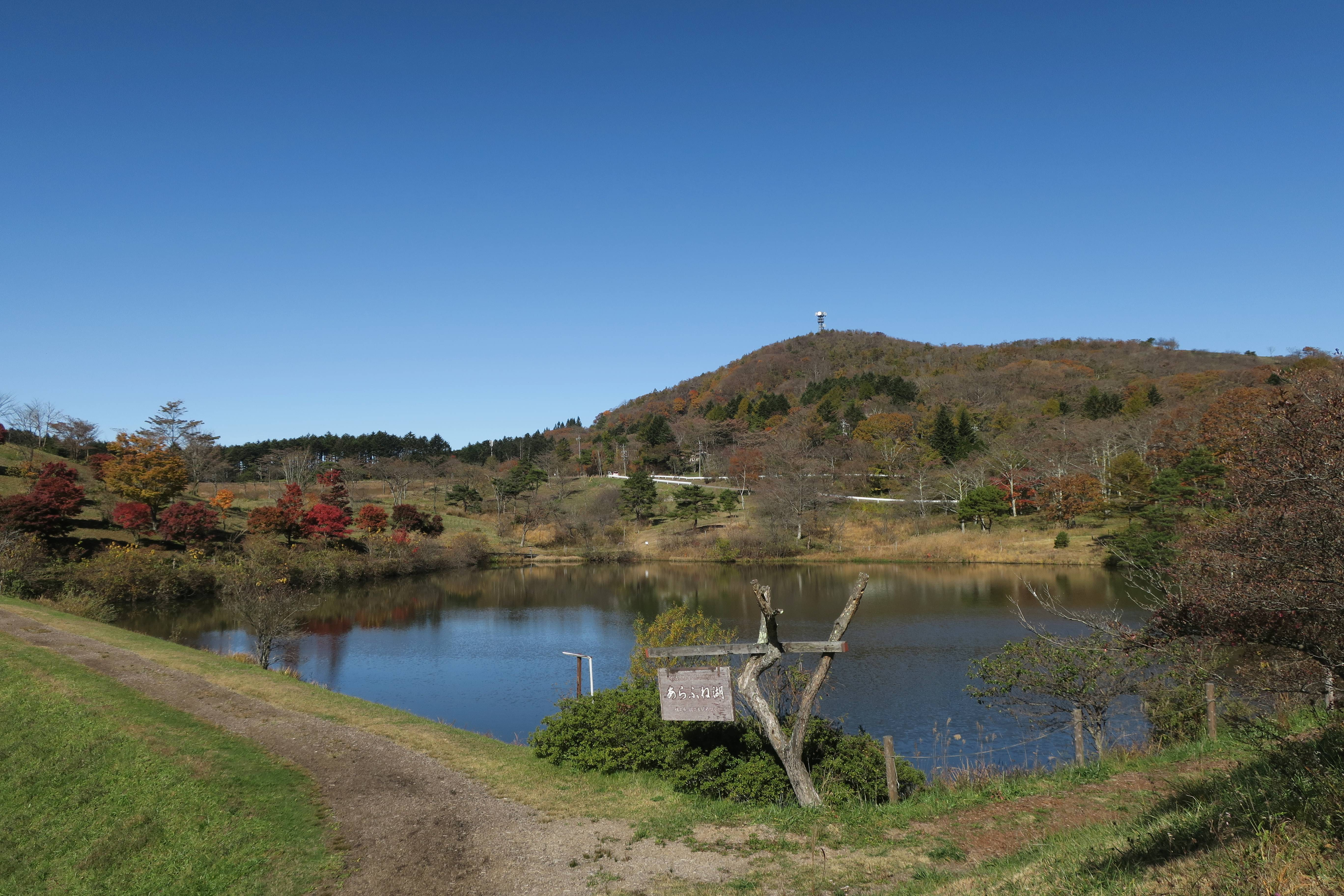
あらふね湖